# زوبودی
زوبودی (به مجاری:  Zubogy) یک شهرداری در مجارستان است که در بورشود-آبااوی-زمپلن واقع شده‌است. زوبودی ۱۱٫۴۳ کیلومتر مربع مساحت و ۵۹۶ نفر جمعیت دارد.